# Andréi Gromiko
Andréi Andréyevich Gromiko (en ruso Андре́й Андре́евич Громы́ко, en bielorruso Андрэй Андрэевіч Грамыка [Andréi Andréyevich Hramika]) (Gómel, Imperio ruso, 18 de julio de 1909 – Moscú, Unión Soviética, 2 de julio de 1989) fue un economista, diplomático, político y canciller soviético. Desempeñó los más altos cargos de su país, Ministro de Asuntos Exteriores durante más de veinticinco años, y Presidente del Presídium del Sóviet Supremo de la URSS en las postrimerías del gobierno comunista.

## Biografía

### Primeros años, Segunda Guerra Mundial
De origen bielorruso, nació en el seno de una familia campesina empobrecida en las cercanías de la ciudad de Minsk el 18 de julio de 1909, correspondiente al 9 de julio del calendario juliano entonces vigente en el Imperio ruso. Su familia debía trabajar de forma estacional en fábricas de la zona para poder sobrevivir. Siendo todavía un niño, en noviembre de 1917, los bolcheviques tomaron el poder y poco después estalló la guerra civil rusa. En abril de 1922 se inscribió en la Escuela de Comercio de Gomel y un año después es nombrado Secretario del Komsomol del pueblo. En 1924 murió Lenin, hecho que será recordado por él años después por el impacto que provocó en su comunidad.

En enero de 1924 murió Lenin. Era un invierno cruel. Recuerdo mi esfuerzo a través de la gran cantidad de nieve que había caído para ir a la escuela, donde se había organizado una sesión necrológica. Nuestros profesores pronunciaron discursos, recordándonos lo que Lenin había hecho por nosotros y por todos los obreros y campesinos de Rusia. Los aldeanos no hablaban más que de la muerte de Lenin. Se preguntaban: «¿Qué pasará ahora? ¿Cómo vamos a vivir sin Lenin?» Creían que, como secretario del Komsomol, yo podría decírselo. ¿Cómo iba a decírselo, si esperaba que alguien me lo dijera a mí? Recordé entonces algo que había escuchado alguna vez: «La revolución la realizaron Lenin y sus colaboradores.» Así pues, respondí: «Lenin ha muerto, pero sus colaboradores, el Partido, aún vive. Y nosotros viviremos con él».
Andréi Gromyko, Memorias (1988) p.33

En 1931, mientras vivía en Borisov, ingresó en el Partido Comunista. En diciembre de 1931 comenzó la campaña de colectivizaciones agrícolas de Stalin. Gromiko realizó trabajos en defensa de las políticas económicas del partido en las granjas de la región. Ese año conoció a la que será su esposa Lydia Dmitrievna Grinevich y nació su primer hijo, Anatoly. En 1933 ingresó en el Instituto de Economía de Minsk donde permanecerá poco más de un año ya que en diciembre de 1934 se traslada al Instituto de Economía de Moscú, donde realizó tareas como investigador principal e impartió clases de Economía Política en el Instituto de Ingeniería Civil. En junio de 1937 nació su segunda hija, Emilia.
En 1939 entró a formar parte del servicio diplomático de su país, poco después que la Gran Purga de Stalin, consiguiendo el cargo de director del Departamento Americano del Comisariado de Asuntos Exteriores en 1943. El 1 de noviembre de 1939 y hasta 1943 será ministro en Washington. En noviembre de 1942 asistió a la Conferencia de Teherán y un año después es nombrado embajador en los EE. UU. En agosto de 1944 asistió a la reunión de Dumbarton Oaks y en febrero del año siguiente a la Conferencia de Yalta. En mayo de 1945, mientras participaba en la Conferencia de San Francisco, recibió numerosas felicitaciones de diversas personalidades y ciudadanos de los EE. UU. por la victoria de la URSS sobre la Alemania nazi.

Era un día despejado. Yo estaba en San Francisco trabajando en la Carta de la ONU. El Comisario de Asuntos Exteriores, Molotov, había partido ya para Moscú, dejándome como jefe de la delegación. Me llamaron por teléfono. Era el 9 de mayo de 1945. —¿El señor Gromiko? —Sí, ¿quién es? —Leopold Stokowsky. Quiero felicitarle. Su país ha vencido a los alemanes. Todos habíamos aguardado impacientemente ese momento, aunque llegó inesperadamente. Leopold Stokowsky era el primero en comunicármelo. Y así comenzó. Recuerdo el Día de la Victoria como un raudal de felicitaciones de todas partes. Llamó toda clase de gente: Eugene Ormandy, Charlie Chaplin, diplomáticos, funcionarios del gobierno, diversos organismos públicos y, naturalmente, emigrantes rusos que aún tenían sentimientos patrióticos. Poco después me llamó Lydia Dmitrievna desde Washington y me dijo, con la voz quebrada por la emoción: «No cesa de venir gente. Hay una larga cola a la puerta. Todo el mundo está entusiasmado. Nos felicitan miles de personas, que esperan que salgas a decir algo. Les hemos dicho que estás en San Francisco, pero no dejan de decir que salgan los rusos, que quieren felicitarles».
Andréi Gromyko, Memorias (1988) p. 119

El 6 de agosto, los EE. UU. lanzan la bomba atómica sobre Hiroshima y el 8 la URSS declaró la guerra a Japón. El 9 de agosto los EE. UU. lanzaron una segunda bomba sobre Nagasaki y el 2 de septiembre la URSS invadió Manchuria. Japón se rindió ese mismo día. A causa del gran poder destructor de las armas nucleares, Gromiko se mostrará contrario a la carrera armamentística el resto de su vida, participando en numerosas reuniones de desarme.

## Al frente de la política exterior soviética

### Naciones Unidas
Entre mayo y julio de 1945 asistió a la Conferencia de Potsdam. En marzo de 1946, coincidiendo con el discurso de Churchill en Fultom donde advertía la creación de un «Telón de acero», Gromiko es nombrado representante en la ONU, cargo que ejercerá entre 1946 y 1948. 
El 14 de mayo de 1947, Gromiko defendió la solución de un solo estado para el conflicto israelí-palestino, y la solución de dos estados como la segunda mejor opción en el caso de que "las relaciones entre las poblaciones judía y árabe de Palestina llegará a ser tan mala que sería imposible reconciliarlos".
La URSS fue el primer país en reconocer oficialmente a Israel, dos días después de declarar la independencia el 14 de mayo de 1948.
Un año después será nombrado Ministro Adjunto de Asuntos Exteriores, cargo que desempeñará hasta 1949. En octubre de 1949, coincidiendo con la creación de la República Popular de China, es nombrado Ministro Principal de Asuntos Exteriores, cargo que ejercerá hasta 1952. Entre diciembre y febrero de 1949 y 1950 se encuentra con Mao Zedong, de visita oficial a la URSS.

### Embajador en el Reino Unido
Entre 1952 y 1953 fue embajador de la Unión Soviética en el Reino Unido. Gromiko fue nombrado embajador soviético en el Reino Unido en una reunión de junio de 1952 con Iósif Stalin en el Kremlin. Stalin se paseaba de un lado a otro como de costumbre, contándole a Gromiko la importancia de su nueva oficina y diciendo: «El Reino Unido ahora tiene la oportunidad de desempeñar un papel más importante en la política internacional. Pero no está claro en qué dirección estará el gobierno británico con su gobierno». (...) «Es por eso que necesitamos personas que entiendan su forma de pensar». Gromiko se reunió con Winston Churchill en 1952 para no hablar de política actual, sino con nostalgia para hablar sobre la Segunda Guerra Mundial. Gromiko se reunió con Churchill nuevamente en 1953 antes de regresar a Rusia cuando fue nombrado Viceministro de Asuntos Exteriores.

### Ministro de asuntos exteriores
Entre 1953 y 1957 será de nuevo ministro adjunto de Asuntos Exteriores. En mayo de 1955 asistió a la firma del Tratado de Viena. En mayo, acompañando a Jruschov, visitó la Yugoslavia de Tito. En septiembre se encontró con Adenauer, de visita oficial en Moscú y en noviembre visitó la India. En febrero de 1956 se produjo el XX Congreso del Partido Comunista, donde Jruschov criticó a Stalin. Gromiko participó en el congreso como asistente. En octubre de ese mismo año tomó parte en la firma del tratado de paz soviético-japonés sin llegar a ser ratificado por Tokio. En febrero de 1957 en nombrado de nuevo ministro de Asuntos Exteriores, cargo que ejercerá durante 28 años hasta 1985. Será uno de los promotores de la idea de la détente o razryadka (разрядка). En mayo visitó a Mao y consiguió doctorarse en economía gracias a su publicación La Exportación del Capital Americano bajo el seudónimo de G. Andreev. En noviembre vuelve a visitar a Mao de incógnito.
En septiembre de 1958 formó parte de la delegación de Jruschov que visitó los EE. UU., y en octubre hizo un viaje semejante a China. Poco después, en abril de 1960, se hace público el conflicto chino-soviético y en mayo de ese mismo año se produjo el incidente del U2. Asiste a la Cumbre americano-soviética de París. En febrero de 1961 conoce a Sukarno durante un viaje oficial a Indonesia. Según Raúl Roa Kourí, diplomático y escritor cubano, en 1960 se encontraron Jruschov y Fidel además de Gromiko y otras personalidades políticas de Cuba. En dicho encuentro se produjo la siguiente anécdota: «Entre brindis y elogios, Nikita preguntó si había entre los presentes algún viejo comunista. Honorio levantó la mano, orgulloso. El líder soviético, con sonrisa intencionada, le soltó: "¿Y no le da vergüenza que hayan sido otros quienes dirigieran la revolución?" Después, girando hacia Fidel: "¿Usted sabía que Andréi Gromiko fue embajador ante Batista? ¿Qué debemos hacerle por ese pecado imperdonable? ¿Lo fusilamos?" El Comandante, en el mismo tono, repuso que no era necesario».

### Crisis de los misiles de Cuba de 1962
En octubre de 1962 Gromiko se encontró con John F. Kennedy a causa de la crisis de los misiles en Cuba. En dicho encuentro le advirtió en nombre de la URSS al presidente de los EE. UU.: «Si los EEUU emprenden acciones agresivas contra Cuba u otros países que tengan buenas relaciones con ella, la Unión Soviética no puede desempeñar el papel de espectadora en lo que se refiere a su independencia y a prestarle ayuda en un momento difícil». Gromiko se refería como agresiones a acciones como el incidente de la bahía de Cochinos, de 1961. Según las palabras de Gromiko, Kennedy respondió: «Mi gobierno no tiene intenciones de atacar a Cuba, y la Unión Soviética puede tener la seguridad de que no existe peligro alguno para Cuba» —Kennedy añadió— «La acción en la zona de Bahía de Cochinos fue un error». En sus memorias, Gromiko afirma que Kennedy en ningún momento le preguntó directamente si la URSS había desplegado misiles en Cuba, por lo que pese a lo que se ha dicho en muchas ocasiones según su opinión en la reunión no debió aclarar si tenían o no misiles allí. Gromiko le dijo a Kennedy: «La ayuda soviética a Cuba tiene por fin, exclusivamente, reforzar su capacidad defensiva y desarrollar su economía de forma pacífica». Gromiko también aseguró posteriormente que notó a Kennedy nervioso, contradiciéndose a sí mismo en diversas ocasiones. Según afirma en sus memorias, Kennedy sufría la presión de los halcones en su propio país quienes insistían en usar la fuerza contra Cuba. Finalmente se llegó a un acuerdo y el presidente optó por una vía más pacífica. Para Gromiko, esta fue la entrevista más difícil de toda su carrera en la diplomacia.
En septiembre de 1963 Gromiko se encontró por última vez con Kennedy. Según afirma en sus memorias, lo encontró sonriente y de buen humor. Según sus palabras el presidente de los EE. UU. dijo al diplomático soviético: «Lo cierto es que hay dos grupos que no quieren que mejoren las relaciones entre nuestros dos países» —a lo que Gromiko contestó— «Seguramente, la gente corriente no desea que existan tensiones entre los EEUU y la URSS» —Kennedy añadió finalmente —«Solo quería que supiera usted algunos de los problemas con que se enfrenta el Presidente de los EEUU cuando aborda temas que se refieren a las relaciones soviético-americanas».

### Segunda mitad de la Guerra Fría
En 1963 se encontró por primera vez con el Papa Pablo VI en el Vaticano. Para visitar el Vaticano no había una invitación oficial sino que se comunicaba a Gromiko el deseo del Papa de verle. La última reunión con Pablo VI se produjo en 1975. En dicha reunión el Papa se refirió según palabras textuales «en términos elogiosos a la política exterior de la URSS, a nuestro esfuerzo por lograr el entendimiento mutuo y al acuerdo entre los pueblos». En mayo de 1964 visitó Suecia, Dinamarca y acompañó a Jruschev a Egipto donde conoció a Gamal Abdel Nasser. El 11 de septiembre de 1964, tras la intervención de Che Guevara en la ONU se celebró una cena en su honor en la delegación soviética descrita como calurosa y llena de cordialidad. Gromiko tuvo una breve conversación con él y este le comentó: «Me voy directamente desde Nueva York a una tierra lejana, para ayudar a su gente en su lucha por una vida digna y por la libertad».
En septiembre de 1971 toma parte en la firma del Acuerdo Cuatripartito sobre Berlín. Fue miembro del Buró Político del Comité Central del PCUS desde el mes de abril de 1973, pero hasta diez años después no fue elegido vicepresidente del Consejo de Ministros de la URSS. En agosto de 1973 se encuentra con Kissinger en Chipre poco antes de la Operación Atila, tras la cual la isla quedará dividida. La división de Chipre en dos mitades es denominada por Gromiko como patrón Kissinger. Según afirma en sus memorias preguntó directamente al Secretario de Estado de los EE. UU.: «¿Apoya el gobierno estadounidense la independencia en integridad de Chipre o no?», a lo que según sus palabras respondió con evasivas pero admitiendo que los EE. UU. aceptaban la creación de dos estados independientes en Chipre.
En agosto de 1974 visitó a Sadat y en noviembre asiste al encuentro de Vladivostok entre Leonid Brézhnev y Gerald Ford. En junio de 1979 viaja por primera vez en visita oficial a España y en septiembre de 1980 participa en la Conferencia de Madrid. En septiembre de 1983 se encuentra con el rey de España Juan Carlos I. En septiembre de 1984 se encuentra con Ronald Reagan en la Casa Blanca. En enero de 1985, tras morir Konstantín Chernenko, propone a Mijaíl Gorbachov como Secretario General.
Con la llegada del reformista Gorbachov a la dirección del Partido Comunista soviético, Gromiko, una de las principales caras de la época de Leonid Brézhnev, dimite de su cargo de canciller para ser nombrado como presidente del Presídium del Sóviet Supremo de la URSS en julio de 1985. Este cargo, aunque en el papel representaba el de jefe de Estado, en realidad constituía un mero lugar ceremonial, sin mayor poder o trascendencia. Pese a lo anterior, y en razón de su conservadurismo ideológico, fue cesado en 1988 para ser remplazado por el mismo Gorbachov, quien en el proceso conocido como perestroika intentaba trasferir el poder desde el Partido hacia el Estado Soviético. En octubre de 1988, el Pravda, comenzó a criticar la política internacional anterior de la URSS.
Tras retirarse de la política en 1989, Gromiko comenzó a trabajar en sus memorias.
Andréi Gromiko fue internado y operado de urgencia a causa de una afección circulatoria. Murió el 2 de julio de 1989 en Moscú.

## Valoraciones de Gromiko
Henry Kissinger, quien fue Secretario de Estado de los Estados Unidos, coincidió en varias ocasiones con Gromiko. En su libro Diplomacia hace una serie de valoraciones sobre el diplomático soviético. Según Kissinger, Gromiko seguía una estrategia de agotamiento del adversario y no de persuasión durante las negociaciones para conseguir los objetivos dictados por Moscú. Le califica como diplomático hábil y consumado pero sin autoridad para diseñar políticas a largo plazo. También afirma que Gromiko conocía perfectamente los crímenes cometidos durante los años de Stalin en nombre del comunismo. Tras su retiro, Kissinger preguntó a Gromiko sobre la diplomacia de Stalin durante la crisis de Berlín en 1948:

«La confrontación con Stalin no habría sido precisamente un paseo. Hasta dónde estaba dispuesto Stalin a llevar su diplomacia fue algo que comprendí en una conversación con Andrei Gromyko, después de que éste dejara su cargo en 1989. Le pregunté por qué la Unión Soviética se había arriesgado al bloqueo de Berlín tan poco tiempo después de una guerra devastadora y ante el monopolio nuclear de los Estados Unidos. Muy aplacado y ya jubilado, Gromyko me contestó que varios consejeros habían manifestado esa misma preocupación a Stalin, que la rechazó sobre la base de tres proposiciones: primera, los Estados Unidos, afirmó, jamás usarían las armas nucleares por la  cuestión de Berlín; segunda, si los Estados Unidos intentaran llevar un convoy por la autopista hasta Berlín, el Ejército Rojo opondría resistencia; por último, si los Estados Unidos parecían dispuestos a atacar en todo el frente, Stalin se reservaría la decisión final. Éste era el punto en que, es de suponerse, habría intentado llegar a un acuerdo.»
Kissinger, Diplomacia, (1994)

Un artículo escrito en 1981 en The Times dijo: «Es uno de los miembros más activos y eficientes de la dirección soviética. Un hombre con una memoria excelente, un intelecto agudo y una resistencia extraordinaria [...] Tal vez Andrey sea el más informado Ministro de Asuntos Exteriores en el mundo». La conducta severa de Gromiko se mostró claramente durante su primer mandato en Washington y se hizo eco a lo largo de su mandato como ministro de relaciones exteriores soviético. Hay una historia de que Gromiko estaba saliendo de un hotel de Washington una mañana y un reportero le preguntó «ministro Gromiko, ¿disfrutó su desayuno hoy?». Su respuesta fue «quizás».
El 18 de julio de 2009, Bielorrusia celebró el centenario del nacimiento de Gromiko con actos en todo el país. En la ciudad de su nacimiento muchas personas depositaron flores frente a su busto. Se realizó una ceremonia a la que asistieron su hijo y su hija, Anatoly y Emiliya. Varias exposiciones fueron abiertas y dedicadas a su honor y una escuela y una calle en Gómel fueron renombradas en honor a él.